# آلساندرو پاریسی
آلساندرو پاریسی (به ایتالیایی: Alessandro Parisi) بازیکن فوتبال و اهل ایتالیا است که از سال ۲۰۰۴ میلادی عضو تیم ملی فوتبال ایتالیا بوده و در ۱ بازی ملی حضور داشته‌است. او در بازی‌های ملی‌اش گلی به ثمر نرساند.